# دیپ دایو دبی
دیپ دایو دبی (به انگلیسی: Deep Dive Dubai) استخری ۶۰ متری (۲۰۰ فوتی) غواصی عمیق در دبی، حاوی ۱۴۰۰۰۰۰۰ لیتر (۳۱۰۰۰۰۰ گالن) از آب شیرین، عمیق‌ترین استخر شنای جهان است. این سازه دارای محوطه ای است که شبیه یک شهر ویران شده و غرق شده، با دیوارها، اتاق‌های مبله و یک ماشین غرق شده طراحی شده است و همچنین می‌تواند به عنوان یک استودیوی فیلم زیر آب مورد استفاده قرار گیرد. این مکان در ژوئیه ۲۰۲۱ افتتاح شد.